# Ґоньчиці
Ґоньчиці (пол. Gończyce) — село в Польщі, у гміні Соболев Ґарволінського повіту Мазовецького воєводства.
Населення — 944 особи (2011).

## Демографія
Демографічна структура станом на 31 березня 2011 року:
|          | Загалом | Допрацездатний вік | Працездатний вік | Постпрацездатний вік |
| -------- | ------- | ------------------ | ---------------- | -------------------- |
| Чоловіки | 457     | 104                | 320              | 33                   |
| Жінки    | 487     | 127                | 277              | 83                   |
| Разом    | 944     | 231                | 597              | 116                  |